# Dmitri Ivanov (cầu thủ bóng đá, sinh 1987)
Dmitri Igorevich Ivanov (tiếng Nga: Дмитрий Игоревич Иванов; sinh ngày 14 tháng 2 năm 1987) là một cầu thủ bóng đá người Nga. Anh thi đấu cho F.K. Volgar Astrakhan.

## Sự nghiệp câu lạc bộ
Anh ra mắt chuyên nghiệp tại Russian First Division năm 2005 cho F.K. Petrotrest St. Petersburg.